# Japón durante la Segunda Guerra Mundial
En la Segunda Guerra Mundial,  ocurrida en septiembre de 1939, dio al Imperio del Japón una nueva oportunidad para extenderse por Sureste asiático, después de haber alcanzado varios acuerdos diplomáticos. En septiembre de 1940 Japón estableció una alianza tripartita con Alemania e Italia, el denominado Eje Roma-Berlín-Tokio, que aseguraba ayuda mutua y total durante un periodo de diez años. Sin embargo, Japón consideró que el pacto firmado en 1939 entre Alemania y la URSS había liberado al Imperio de cualquier obligación contraída en la alianza anticomunista de 1936. Por tanto, en septiembre de 1941 los objetivos estratégicos de la ofensiva eran paralizar la flota estadounidense en el Pacífico, capturar yacimientos petrolíferos en las Indias Orientales Neerlandesas y expandir los límites del Imperio Japonés para crear un formidable perímetro defensivo alrededor del territorio recién adquirido.

## que te den en guerra

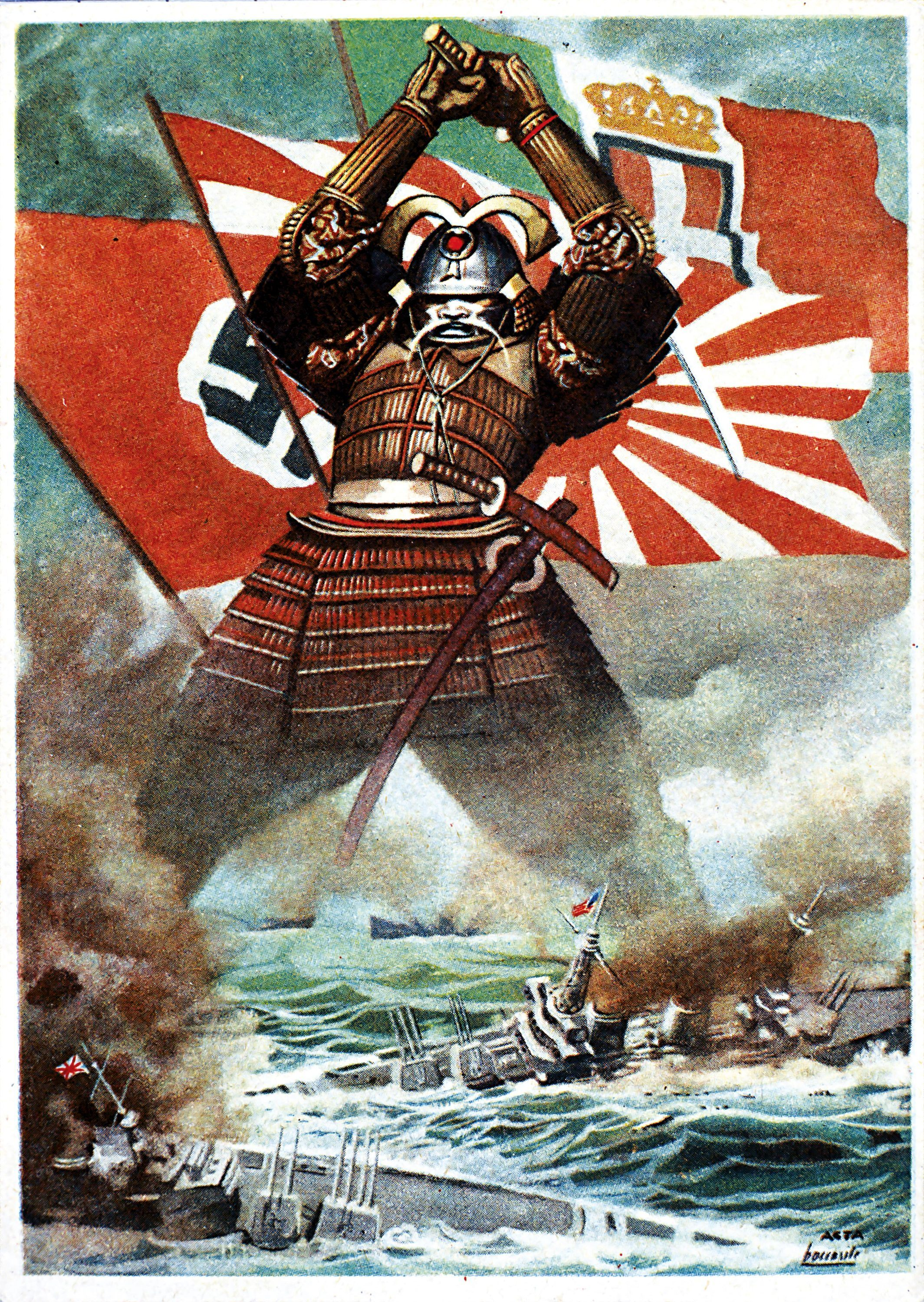
Propaganda ilustrativa japonesa.

La decisión del Imperio del Japón de atacar a los Estados Unidos sigue siendo controvertida. Grupos de estudio en Japón (Asia) habían pronosticado el último desastre del país en una guerra contra Estados Unidos, sumado a esto, la economía japonesa se complicaría en mantenerse al día con las demandas que marcaba la guerra con China. Estados Unidos había impuesto un embargo petrolero a Japón, el imperio consideraba que las demandas de Estados Unidos eran inaceptables. Ante el embargo petrolero de Estados Unidos y la disminución de las reservas nacionales, el gobierno japonés decidió ejecutar un plan desarrollado por la rama militar, liderada en gran parte por Osami Nagano e Isoroku Yamamoto, para bombardear la base naval de Estados Unidos en Hawái, llevando así a Estados Unidos a la Segunda Guerra Mundial del lado de los Aliados. El 4 de septiembre de 1941, el Gabinete japonés se reunió para considerar los planes de guerra preparados por el Cuartel General Imperial y decidió:
"Nuestro Imperio, con el propósito de la autodefensa y la autopreservación, completará los preparativos para la guerra (...) y está decidido en ir a la guerra contra los Estados Unidos, Gran Bretaña y los Países Bajos de ser necesario. Nuestro Imperio tomará al mismo tiempo todas las medidas diplomáticas posibles ante los Estados Unidos y Gran Bretaña y, por lo tanto, se esforzará por lograr nuestros objetivos.... En el caso de que no haya perspectivas de que nuestras demandas sean satisfechas en los primeros diez días de octubre a través de las negociaciones diplomáticas mencionadas anteriormente, decidiremos inmediatamente iniciar las hostilidades contra los Estados Unidos, Gran Bretaña y los Países Bajos.
".
El Vicealmirante Isoroku Yamamoto, el principal arquitecto del ataque a Pearl Harbor, tenía fuertes dudas sobre la guerra contra los Estados Unidos. Yamamoto había pasado tiempo en los Estados Unidos durante su juventud cuando estudió como estudiante de idiomas en la Universidad de Harvard (1919-1921) y más tarde se desempeñó como agregado naval asistente en Washington D. C. Entendiendo los peligros inherentes de la guerra con Estados Unidos, Yamamoto advirtió a sus compatriotas: "Podemos ser salvajes durante seis meses o tal vez un año, pero después de eso, no tengo ninguna confianza".

## Ofensivas japonesas (1941–42)

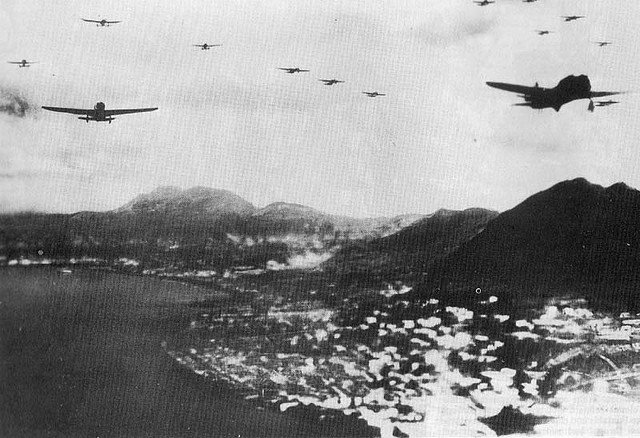
Batalla de Hong Kong, 8 de diciembre de 1941, territorio del Hong Kong Británico bajo ataque aéreo japonés.

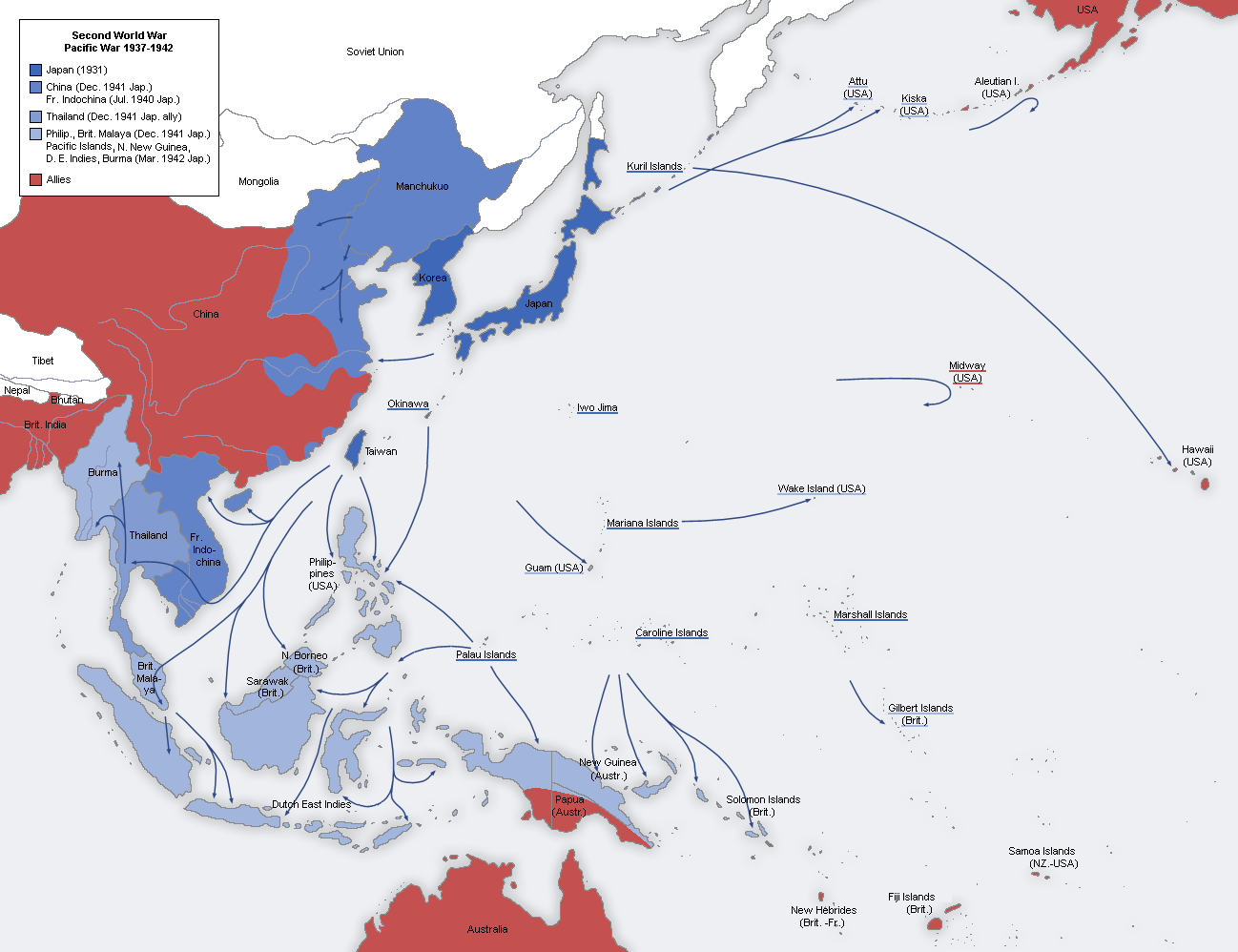
Un mapa del avance japonés de 1937 a 1942

La Armada Imperial Japonesa realizó su ataque sorpresa en Pearl Harbor, Oahu, Territorio de Hawái, el domingo 7 de diciembre de 1941 por la mañana. La Flota del Pacífico de la Armada de los Estados Unidos y sus defensoras Fuerzas Aéreas del Ejército y Fuerzas Aéreas de la Marina sufrieron pérdidas significativas. El objetivo principal del ataque fue incapacitar a Estados Unidos el tiempo suficiente para que Japón estableciera su imperio del sudeste asiático, planeado desde hace mucho tiempo, y sus zonas de amortiguación defendibles. Sin embargo, como temía el Almirante Yamamoto, el ataque causó pocos daños duraderos a la Armada de los Estados Unidos, con objetivos prioritarios tales como los portaviones de la Flota del Pacífico en el mar, y las vitales instalaciones costeras, cuya destrucción podría haber paralizado la flota por sí sola, fueron ignoradas. Los estadounidenses vieron el ataque como un acto traicionero y se unió contra el Imperio de Japón. Los Estados Unidos entraron en el Teatro Europeo y la Guerra del Pacífico con toda su fuerza. Cuatro días después, Adolf Hitler, de Alemania, y Benito Mussolini, de Italia, entraron en guerra con Estados Unidos, fusionando los conflictos, pero a su vez siendo separados. Tras el ataque a Pearl Harbor, los japoneses lanzaron ofensivas contra las fuerzas aliadas en Asia oriental y el sudeste asiático, con ataques simultáneos contra Hong Kong, Malasia británica y Filipinas.

### Campaña del Sudeste asiático
La campaña del sudeste asiático fue precedida por años de actividades de propaganda y espionaje llevadas a cabo en la región por el Imperio Japonés. Los japoneses adoptaron su visión de una Esfera de Coprosperidad de la Gran Asia Oriental, y una Asia para los pueblos del sudeste asiático, que había estado bajo el dominio europeo durante generaciones como resultado, muchos habitantes de algunas de las colonias (particularmente Indonesia) se pusieron del lado de los invasores japoneses por razones anticoloniales. Sin embargo, la etnia china, que ha sido testigo de los efectos de la ocupación japonesa en su patria, nunca estuvo del lado de los japoneses. La brutalidad de los japoneses en las colonias recién conquistadas pronto volvería a la mayoría de las poblaciones contra ellos.

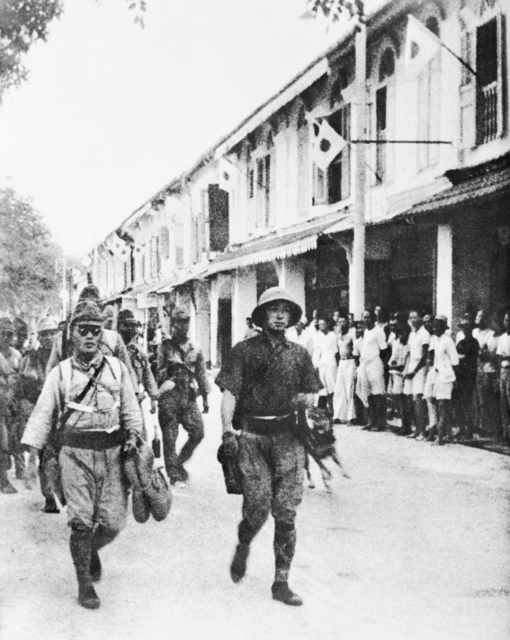
Las tropas japonesas marchan por las calles de Labuan, Borneo, el 14 de enero de 1942.

Hong Kong emitió su rendición a los japoneses el 25 de diciembre. En Malaya, donde los japoneses aplastaron a un ejército aliado compuesto por fuerzas británicas, indias, australianas y malayas. Los japoneses pudieron avanzar rápidamente por la península malaya, lo que obligó a las fuerzas aliadas a retirarse hacia Singapur. Los Aliados carecían de cobertura aérea y de tanques; los japoneses tenían total superioridad aérea. El hundimiento del HMS Prince of Wales y el HMS Repulse el 10 de diciembre de 1941, llevó a que la costa este de Malaya quedara expuesta a los desembarcos japoneses y a la eliminación del poder naval británico en la zona. A finales de enero de 1942, las últimas fuerzas aliadas cruzaron el estrecho de Johore y entraron en Singapur. En Filipinas, los japoneses empujaron a la fuerza combinada filipino-americana hacia la península de Bataan y más tarde hacia la isla de Corregidor. En enero de 1942, el general Douglas MacArthur y el presidente Manuel L. Quezon se vieron obligados a huir ante el avance japonés. Esto marcó una de las peores derrotas sufridas por los estadounidenses, dejando a más de 70.000 prisioneros de guerra estadounidenses y filipinos bajo la custodia de los japoneses.

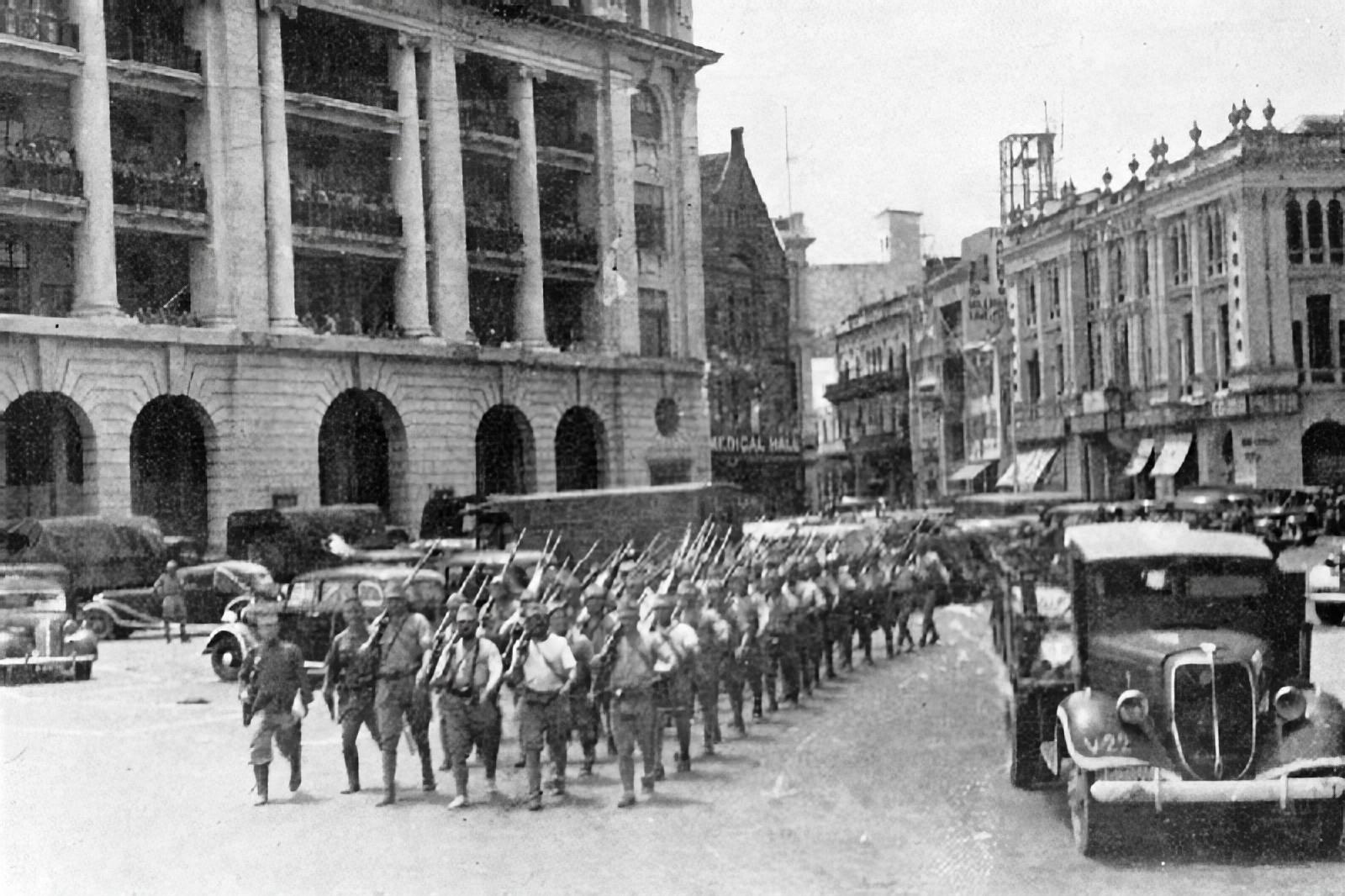
Batalla de Singapur, febrero de 1942. Las victoriosas tropas japonesas marchan por el centro de la ciudad. (Foto del Museo Imperial de la Guerra)

El 15 de febrero de 1942, Singapur cayó ante los japoneses, debido a la abrumadora superioridad de las fuerzas y tácticas de cerco japonesas, lo que provocó la mayor rendición de personal militar dirigido por los británicos de la historia. Se estima que 80.000 soldados indios, australianos y británicos fueron tomados como prisioneros de guerra, sumándose a los 50.000 que fueron capturados en la invasión japonesa de Malaya (actual Malasia). Muchos de ellos fueron utilizados posteriormente para realizar trabajos forzados en la construcción del ferrocarril de Birmania, donde se encuentra el infame puente sobre el río Kwai. Inmediatamente después de su invasión de la Malaya británica, los militares japoneses llevaron a cabo una purga de la población china en Malaya y Singapur. Durante el transcurso de un mes tras su victoria en Singapur, se considera que los japoneses mataron a miles de ciudadanos de origen chino considerados hostiles al nuevo régimen.
Los japoneses se apoderaron de las zonas clave  de producción de petróleo derrotando a las fuerzas holandesas, siendo algunas como la Isla de Borneo, Java Central, Malang, Cepu, Sumatra, Nueva Guinea holandesa y la India Oriental holandesa. Sin embargo, el sabotaje aliado había hecho difícil para los japoneses restaurar la producción de petróleo que estaba en alza antes de la guerra. Los japoneses consolidaron entonces sus líneas de suministro a través de la captura de islas clave del Pacífico, incluyendo la Isla de Guadalcanal.

## Cambios de potenciales (1942-1945)

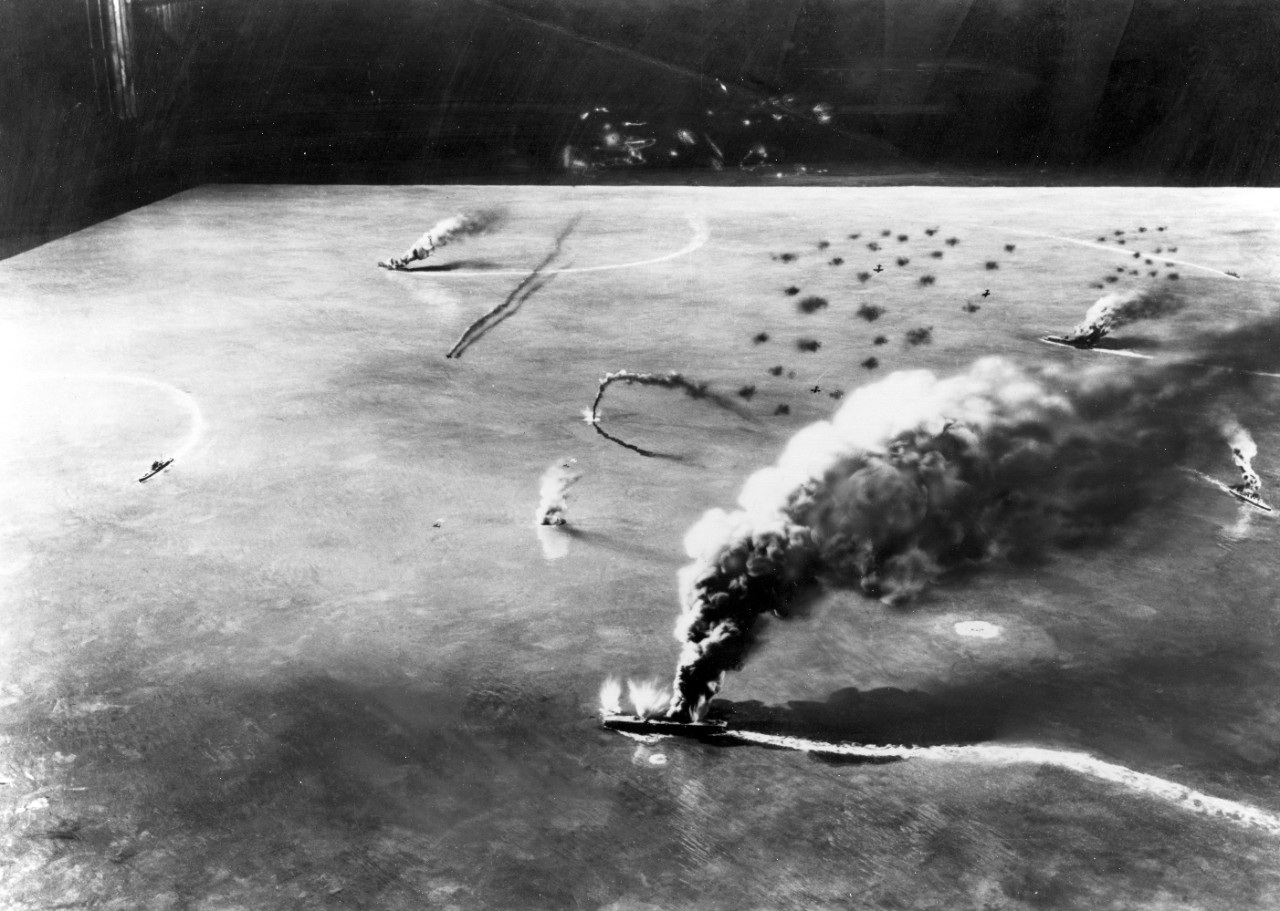
Batalla de Midway. El ataque de los bombarderos en picada del USS Yorktown y el USS Enterprise contra los portaaviones japoneses Soryu, Akagi y Kaga en la mañana del 4 de junio de 1942.

Los estrategas militares japoneses eran muy conscientes de la desfavorable discrepancia entre el potencial industrial del Imperio Japonés y el de los Estados Unidos. Debido a esto, razonaron que el éxito de los japoneses dependía de su capacidad para extender la ventaja estratégica obtenida en Pearl Harbor con victorias estratégicas adicionales. El Comando Japonés razonó que solo la destrucción decisiva de la Flota del Pacífico de Estados Unidos y la conquista de sus remotos puestos de avanzada aseguraría que el Imperio Japonés no se viera abrumado por el poder industrial de Estados Unidos. En abril de 1942, Japón fue bombardeado por primera vez en el ataque a Doolittle. En mayo de 1942, el fracaso en derrotar decisivamente a los Aliados en la Batalla del Mar del Coral, a pesar de la superioridad numérica japonesa, equivalió a una derrota estratégica para el Japón Imperial. Este revés fue seguido en junio de 1942 por la catastrófica pérdida de cuatro portaaviones de flota en la Batalla de Midway, la primera derrota decisiva para la Armada Imperial Japonesa. Resultó ser el punto de inflexión de la guerra, ya que la Marina perdió su capacidad estratégica ofensiva y nunca logró reconstruir la "masa crítica" tanto de grandes cantidades de portaaviones como de grupos aéreos bien entrenados".
Las fuerzas terrestres australianas derrotaron a los marines japoneses en Nueva Guinea en la batalla de Milne Bay en septiembre de 1942, que fue la primera derrota terrestre sufrida por los japoneses en el Pacífico. Las nuevas victorias de los Aliados en Guadalcanal en septiembre de 1942 y en Nueva Guinea en 1943 pusieron al Imperio de Japón a la defensiva durante el resto de la guerra, con Guadalcanal en particular agotando sus ya limitados suministros de petróleo. Durante 1943 y 1944, las fuerzas aliadas, respaldadas por el poder industrial y los vastos recursos de materias primas de Estados Unidos, avanzaron constantemente hacia Japón. El Sexto Ejército de los Estados Unidos, dirigido por el General MacArthur, aterrizó en Leyte el 20 de octubre de 1944. En los meses siguientes, durante la Campaña de Filipinas (1944-45), las fuerzas combinadas de los Estados Unidos, junto con las unidades guerrilleras nativas, liberaron Filipinas. En 1944, los Aliados se habían apoderado de muchas de las bases estratégicas de Japón y las habían neutralizado mediante desembarcos anfibios y bombardeos. Esto, junto con las pérdidas infligidas por los submarinos aliados en las rutas marítimas japonesas, comenzó a estrangular la economía de Japón y a socavar su capacidad para abastecer a su ejército. A principios de 1945, los marines estadounidenses habían tomado el control de las islas Ogasawara en varias batallas muy reñidas, como la batalla de Iwo Jima, que marcó el comienzo de la caída de las islas de Japón.

### Redadas aéreas en Japón

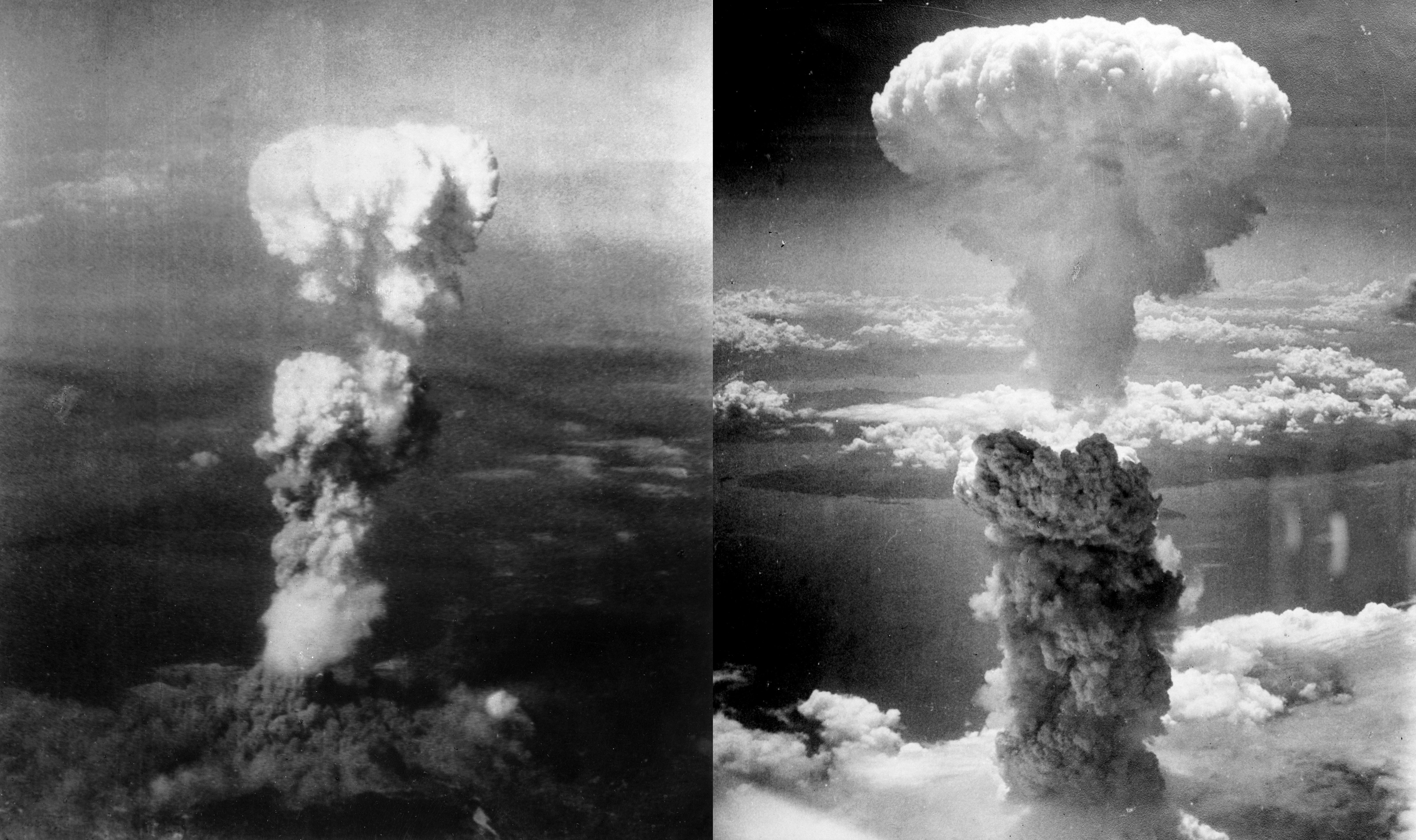
El bombardeo atómico de Nagasaki el 9 de agosto de 1945

Después de asegurar los aeródromos de Saipán y Guam en el verano de 1944, las Fuerzas Aéreas del Ejército de los Estados Unidos emprendieron una intensa campaña de bombardeos estratégicos, utilizando bombas incendiarias hacia las ciudades japonesas, en un intento de pulverizar la industria japonesa y hacer añicos su moral. La incursión de la Operación Casa de Reuniones en Tokio en la noche del 9 al 10 de marzo de 1945, causó la muerte de aproximadamente 100.000 civiles. Aproximadamente entre 350.000 y 500.000 civiles murieron en otras 66 ciudades japonesas como resultado de la campaña de bombardeo incendiario sobre Japón. Paralelamente a estos ataques, las vitales operaciones de transporte marítimo costero de Japón se vieron gravemente obstaculizadas por la extensa explotación minera aérea de la Operación Inanición de Estados Unidos. Sin embargo, estos esfuerzos no lograron convencer a los militares japoneses de que se rindieran. A mediados de agosto de 1945, Estados Unidos arrojó armas nucleares sobre las ciudades japonesas de Hiroshima y Nagasaki. Estos bombardeos atómicos fueron los primeros y únicos que se utilizaron contra otra nación en la guerra. Estas dos bombas mataron aproximadamente de 120.000 a 140.000 personas en cuestión de minutos, y otras tantas como resultado de la radiación nuclear en las semanas, meses y años siguientes. Las bombas mataron a 140.000 personas en Hiroshima y 80.000 en Nagasaki a finales de 1945.

### Reingreso de la Unión Soviética
En el acuerdo de Yalta, los EE. UU., el Reino Unido y la URSS habían acordado que la URSS entraría en la guerra contra Japón dentro de los tres meses de la derrota de Alemania en Europa. Esta guerra soviético-japonesa condujo a la caída de la ocupación japonesa de Manchuria, a la ocupación soviética de la isla de Sajalín del Sur y a una amenaza real e inminente de invasión soviética de las islas natales de Japón. Este fue un factor significativo para algunos partidos internos en la decisión japonesa de rendirse a los EE. UU. y obtener alguna protección, en lugar de enfrentarse a la invasión soviética simultánea así como a la derrota ante los EE. UU. Asimismo, la superioridad de los ejércitos de la Unión Soviética en Europa fue un factor en la decisión de Estados Unidos de demostrar el uso de armas atómicas a la URSS, justo cuando la victoria de los Aliados en Europa estaba evolucionando hacia la división de Alemania y Berlín, la división de Europa con la Cortina de Hierro y la posterior Guerra Fría.

## Rendición y ocupación de Japón

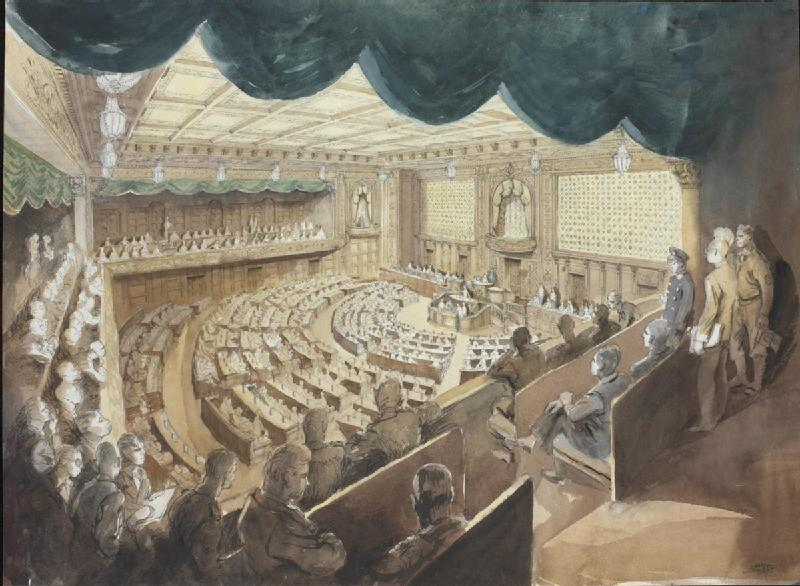
Un dibujo que representa un discurso en la Dieta Imperial Japonesa el 1 de noviembre de 1945, el final de la Segunda Guerra Mundial. En primer plano hay varios soldados aliados que observan el proceso desde la parte trasera del balcón.

Ignorando la Declaración de Potsdam, el Imperio de Japón se rindió y terminó la Segunda Guerra Mundial, después de los bombardeos atómicos de Hiroshima y Nagasaki y la declaración de guerra de la Unión Soviética. En un discurso radial nacional del 15 de agosto, el emperador Hirohito anunció la rendición al pueblo japonés por parte de Gyokuon-hōsō. Después de la guerra siguió un período conocido como ocupación de Japón, encabezado en gran medida por el General del Ejército de los Estados Unidos Douglas MacArthur, para revisar la constitución japonesa y desmilitarizar Japón. La ocupación aliada, con asistencia económica y política, continuó hasta bien entrada la década de 1950. Las fuerzas aliadas ordenaron a Japón abolir la Constitución Meiji y hacer cumplir la Constitución de Japón, y luego renombrar el Imperio de Japón como Japón el 3 de mayo de 1947. Japón adoptó un sistema político basado en el parlamento, mientras que el Emperador cambió a un estatus simbólico.

El general del ejército estadounidense Douglas MacArthur elogió más tarde al nuevo gobierno japonés que ayudó a establecer relaciones, y al nuevo período japonés cuando estaba a punto de enviar a las fuerzas estadounidenses a la Guerra de Corea, comentando: 
"El pueblo japonés, desde la guerra, ha sufrido la mayor reforma registrada en la historia moderna. Con una voluntad encomiable, un afán de aprender y una marcada capacidad de comprensión, han erigido en Japón, a partir de las cenizas dejadas por la guerra, un edificio dedicado a la supremacía de la libertad individual y la dignidad personal; y en el proceso subsiguiente se ha creado un gobierno verdaderamente representativo comprometido con el avance de la moralidad política, la libertad de empresa económica y la justicia social. Desde el punto de vista político, económico y social, Japón está ahora al corriente de muchas naciones libres de la tierra y no volverá a fallar a la confianza universal. (...) Envié a las cuatro divisiones de ocupación al frente de batalla coreano sin la menor duda sobre el efecto del vacío de poder resultante en Japón. Los resultados justificaron plenamente mi fe. No conozco ninguna nación más serena, ordenada y laboriosa, ni en la que se puedan albergar mayores esperanzas de un futuro servicio constructivo en el avance de la raza humana". 

## Repatriación de japoneses

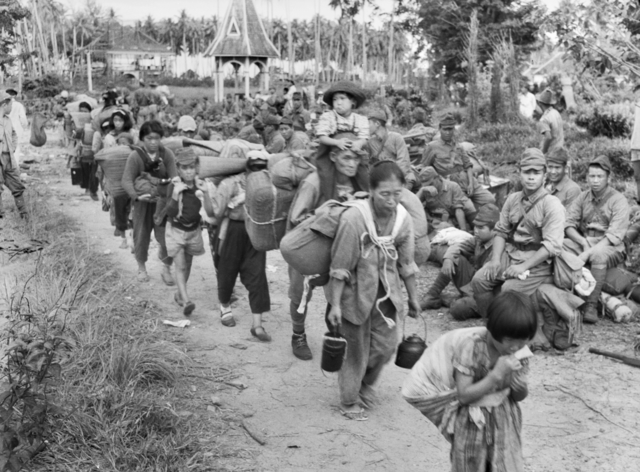
Civiles y soldados en Tawau, Borneo del Norte británico, antes de su embarque en Jesselton (Kota Kinabalu) tras la rendición a las fuerzas australianas.

Hubo un nivel significativo de emigración al extranjero desde los territorios del Imperio Japonés durante el período colonial japonés, incluyendo Corea, Taiwán, Manchuria, y Karafuto. Diferentes emigrantes a las Américas, los japoneses que iban a las colonias ocupaban un nicho social más alto que más bajo a su llegada..
En 1938, había 309.000 japoneses en Taiwán. Al final de la Segunda Guerra Mundial, había más de 850.000 japoneses en Corea y más de 2 millones en China, la mayoría de los cuales eran agricultores en Manchukuo (los japoneses tenían un plan para traer 5 millones de colonos japoneses a Manchukuo).
En el censo de diciembre de 1939, la población total del Mandato del Pacífico Sur era de 129.104 habitantes, de los cuales 77.257 eran japoneses. En diciembre de 1941, Saipán tenía una población de más de 30.000 habitantes, entre ellos 25.000 japoneses. Había más de 400.000 personas viviendo en Karafuto (sur de Sakhalin) cuando comenzó la ofensiva soviética a principios de agosto de 1945. La mayoría eran de origen japonés o coreano. Cuando Japón perdió las Islas Kuriles, 17.000 japoneses fueron expulsados, la mayoría de las islas del sur.
Después de la Segunda Guerra Mundial, las potencias aliadas repatriaron a más de 6 millones de japoneses de colonias y campos de batalla de toda Asia. Solo unos pocos permanecieron en el extranjero, a menudo involuntariamente, como en el caso de los huérfanos en China o de los prisioneros de guerra capturados por el Ejército Rojo y obligados a trabajar en Siberia.

## Delitos de guerra
Muchos líderes políticos y militares japoneses fueron condenados por crímenes de guerra ante el tribunal de Tokio y otros tribunales aliados en Asia. Sin embargo, todos los miembros de la familia imperial implicados en la guerra, como el emperador Shōwa y sus hermanos, primos y tíos, como el príncipe Chichibu, el príncipe Fushimi Hiroyasu y el príncipe Asaka Yasuhiko, fueron exonerados de los procesos penales por Douglas MacArthur. Los militares japoneses antes y durante la Segunda Guerra Mundial cometieron numerosas atrocidades contra el personal civil y militar. Su ataque sorpresa a Pearl Harbor el 7 de diciembre de 1941, antes de una declaración de guerra y sin previo aviso, mató a 2.403 militares y civiles neutrales e hirió a 1.247 personas. Se cometieron masacres, violaciones y saqueos a gran escala contra civiles, sobre todo la Sook Ching (terminó para "purga a través de la limpieza") y la Masacre de Nanking, y el uso de alrededor de 200.000 "mujeres de consuelo", que se vieron obligadas a ejercer la prostitución para el ejército japonés.
El Ejército Imperial Japonés también participó en la ejecución y el trato duro de los militares y prisioneros de guerra aliados. Los experimentos biológicos fueron realizados por la Unidad 731 sobre prisioneros de guerra y civiles; esto incluyó el uso de armas biológicas y químicas autorizadas por el propio Emperador Shōwa. Según el Simposio Internacional sobre los Crímenes de Guerra Bacteriológica de 2002, el número de personas asesinadas en el Lejano Oriente asiático a causa de la guerra bacteriológica japonesa y de experimentos humanos se estimó en unos 580.000. Los miembros de la Unidad 731, incluyendo el Teniente General Shirō Ishii, recibieron inmunidad del General MacArthur a cambio de datos de guerra bacteriológica basados en experimentos humanos. El acuerdo se cerró en 1948. El Ejército Imperial Japonés usaba frecuentemente armas químicas. Sin embargo, por temor a las represalias, esas armas nunca se utilizaron contra los occidentales, sino contra otros asiáticos considerados "inferiores" por la propaganda imperial. Por ejemplo, el Emperador autorizó el uso de gases tóxicos en 375 ocasiones distintas durante la Batalla de Wuhan de agosto a octubre de 1938.

### Citas
1. ↑  Morton, Louis. «Japan's Decision for War». U.S. Army Center Of Military History (en inglés). Consultado el 5 de mayo de 2018.
2. ↑  Hotta, Eri (2013). Japan 1941 : Countdown to Infamy.. New York: Knpf. ISBN 978-0307739742.
3. ↑  Dave Flitton (1994). Battlefield: Pearl Harbor (Documentary). PBS.
4. ↑  L, Klemen (1999–2000). «Forgotten Campaign: The Dutch East Indies Campaign 1941–1942» (en inglés). Archivado desde el original el 26 de julio de 2011.
5. ↑  «Oil and Japanese Strategy in the Solomons: A Postulate». combinedfleet.com (en inglés). Consultado el 11 de noviembre de 2018.
6. ↑  «Battle of Midway | Nihon Kaigun». combinedfleet.com (en inglés). Consultado el 11 de noviembre de 2018.
7. ↑  Racing the Enemy: Stalin, Truman, and the Surrender of Japan. Tsuyoshi Hasegawa Belknap Press (30 de octubre de 2006)
8. ↑  «Chronological table 5  1 December 1946 - 23 June 1947». National Diet Library. Consultado el 30 de octubre de 2010.
9. ↑  Nicole Cohen. «Japanese Periodicals in Colonial Korea». columbia.edu (en inglés). Consultado el 11 de noviembre de 2018.
10. ↑  «Demographics - Japanese Immigration to the Americas, Southeast Asia and Oceania, and Asian Continent: Prewar (1868-1941), Wartime (1941-1945), and Postwar (1945-1989)». DiscoverNikkei.org (en inglés). Archivado desde el original el 15 de octubre de 2008. Consultado el 11 de noviembre de 2018.
11. ↑  «Formosa (Taiwan) Under Japanese Rule». Pacific Affairs 15 (3): 311-324. 1 de enero de 1942. doi:10.2307/2752241.
12. ↑  «Archived copy». Archivado desde el original el 13 de octubre de 1999. Consultado el 3 de noviembre de 2009.
13. ↑  «Killing of Chinese in Japan concerned». chinadaily.com.cn (en inglés). 26 de junio de 2006. Consultado el 11 de noviembre de 2018.
14. ↑  Prasenjit Duara (30 de enero de 2006). «The New Imperialism and the Post-Colonial Developmental State: Manchukuo in comparative perspective» (en inglés). Archivado desde el original el 23 de diciembre de 2008. Consultado el 20 de diciembre de 2008.
15. ↑  Bud Wilson. «A Go: Another Battle for Sapian» (en inglés). Archivado desde el original el 23 de diciembre de 2008.
16. ↑  «The Kurile Islands Dispute» (en inglés). Noviembre de 1997. Archivado desde el original el 29 de abril de 2001. Consultado el 11 de noviembre de 2018.
17. ↑  When Empire Comes Home : Repatriation and Reintegration in Postwar Japan by Lori Watt, Harvard University Press
18. ↑  «Russia Acknowledges Sending Japanese Prisoners of War to North Korea» (en inglés). Mosnews.com. 1 de abril de 2005. Archivado desde el original el 13 de noviembre de 2006. Consultado el 23 de febrero de 2007.
19. ↑  Yuma Totani (1 de abril de 2009). The Tokyo War Crimes Trial: The Pursuit of Justice in the Wake of World War II. Harvard University Asia Center. p. 57. (requiere registro).
20. ↑  Stephen C. McCaffrey (22 de septiembre de 2004). Understanding International Law. AuthorHouse. pp. 210-229.
21. ↑  «Abe questions sex slave 'coercion'». BBC News. 2 de marzo de 2007. Consultado el 2 de mayo de 2010.
22. ↑  Yoshiaki Yoshimi and Seiya Matsuno, Dokugasusen Kankei Shiryō II (Materials on poison gas Warfare II), Kaisetsu, Hōkan 2, Jūgonen sensô gokuhi shiryōshū, Funi Shuppankan, 1997, pp. 25–29
23. ↑  Daniel Barenblatt, A Plague upon Humanity, 2004, pp. xii, 173.
24. ↑  Hal Gold, Unit 731 Testimony, 2003, p. 109.
25. ↑  Drayton, Richard (10 de mayo de 2005). "An Ethical Blank Cheque: British and U.S. mythology about the second world war ignores our own crimes and legitimises Anglo-American war making".The Guardian.
26. ↑  Yuki Tanaka, Poison Gas, the Story Japan Would Like to Forget, Bulletin of the Atomic Scientists, Octubre de 1988, p. 16-17
27. ↑  Y. Yoshimi and S. Matsuno, Dokugasusen Kankei Shiryô II, Kaisetsu, Jugonen Sensô Gokuhi Shiryoshu, 1997, p.27-29